# Callixena viettei
Callixena viettei är en fjärilsart som beskrevs av Emilio Berio 1955. Callixena viettei ingår i släktet Callixena och familjen nattflyn. Inga underarter finns listade i Catalogue of Life.